# Listă de filme despre războaie fictive
Aceasta este o listă de filme notabile despre războaie fictive, de obicei cu scenarii bazate pe lucrări din literatură:

## Era Hiboriană

### Campaniile luiThulsa Doom
| # | Film           | Data | Regizor     | Țara | Sursa lucrării | Autor            | Data | Tip       |
| - | -------------- | ---- | ----------- | ---- | -------------- | ---------------- | ---- | --------- |
| 1 | Conan Barbarul | 1982 | John Milius | SUA  | Conan Barbarul | Robert E. Howard | 1954 | Povestiri |

## Războiul Inelului
3018–3019 Al treilea Ev

### Comunicat... Filmele aflate în prezent în producție:HobbituldeGuillermo del Toro
| # | Film     | Data | Regizor                        | Țara | Sursa lucrării                        | Autor          | Data | Tip   |
| - | -------- | ---- | ------------------------------ | ---- | ------------------------------------- | -------------- | ---- | ----- |
| 1 | Hobbitul | 1977 | Arthur Rankin Jr. & Jules Bass | SUA  | The Hobbit, or There and Back Again ♠ | J.R.R. Tolkien | 1937 | Roman |

- ♠ Tolkien prezintă și evenimentele care au loc înainte de izbucnirea războiului, inclusiv recuperarea Inelului.

### Încăierarea de la Weathertop
3018? Al treilea Ev
| # | Film                                   | Data | Regizor      | Țara | Sursa lucrării    | Autor          | Data | Tip   |
| - | -------------------------------------- | ---- | ------------ | ---- | ----------------- | -------------- | ---- | ----- |
| 1 | J.R.R. Tolkien's The Lord of the Rings | 1978 | Ralph Bakshi | SUA  | Frăția Inelului   | J.R.R. Tolkien | 1954 | Roman |
| 1 |                                        |      |              |      | Cele două turnuri | J.R.R. Tolkien | 1954 | Roman |

### Bătălia de la Helm's Deep
3–4 martie 3019 Al treilea Ev
| # | Film                                    | Data | Regizor      | Țara | Sursa lucrării    | Autor          | Data | Tip   |
| - | --------------------------------------- | ---- | ------------ | ---- | ----------------- | -------------- | ---- | ----- |
| 1 | Stăpânul Inelelor al lui J.R.R. Tolkien | 1978 | Ralph Bakshi | SUA  | Frăția Inelului   | J.R.R. Tolkien | 1954 | Roman |
| 1 |                                         |      |              |      | Cele două turnuri | J.R.R. Tolkien | 1954 | Roman |

### Bătălia de la Pelennor Fields
15 martie 3019 Al Treilea Ev
| # | Film                | Data | Regizor                        | Țara | Sursa lucrării      | Autor          | Data | Tip   |
| - | ------------------- | ---- | ------------------------------ | ---- | ------------------- | -------------- | ---- | ----- |
| 1 | Întoarcerea regelui | 1980 | Arthur Rankin Jr. & Jules Bass | SUA  | Întoarcerea regelui | J.R.R. Tolkien | 1954 | Roman |

### Demobilizarea
| # | Film | Data | Regizor | Țara | Sursa lucrării | Autor | Data | Tip |
| - | ---- | ---- | ------- | ---- | -------------- | ----- | ---- | --- |

- ♠ Subiectul soldaților care se întorc acasă este tratat mult mai bine în roman decât în filme.

## Lupta regelui Hroðgar cu troll-ul Grendel
| # | Film    | Data | Regizor         | Țara                       | Sursa lucrării | Autor                                                | Data                                                      | Tip       |
| - | ------- | ---- | --------------- | -------------------------- | -------------- | ---------------------------------------------------- | --------------------------------------------------------- | --------- |
| 1 | Beowulf | 2007 | Robert Zemeckis | Statele Unite ale Americii | Beowulf        | necunoscut; descoperit și editat de J. R. R. Tolkien | 200 de ani începând cu anul 450; pe teritoriul Danemarcei | Poem epic |

## CampaniileRegelui Arthur

### Filmat de două ori:The Once and Future King
| # | Film             | Data | Regizor             | Țara | Sursa lucrării                                      | Autor           | Data       | Tip     |
| - | ---------------- | ---- | ------------------- | ---- | --------------------------------------------------- | --------------- | ---------- | ------- |
| 1 | Sabia din stâncă | 1963 | Wolfgang Reitherman | SUA  | The Sword in the Stone din The Once and Future King | T. H. White     | 1938/ 1958 | Roman   |
| 2 | Camelot          | 1967 | Joshua Logan        | SUA  | Camelot                                             | Alan Jay Lerner | 1960       | Muzical |
| 2 |                  |      |                     |      | The Ill-Made Knight din The Once and Future King    | T. H. White     | 1940/ 1958 | Roman   |
| 2 |                  |      |                     |      | The Candle in the Wind din The Once and Future King | T. H. White     | 1958       | Roman   |

## Campaniile luiIlia Muromeț
980–1453 (împotriva dușmanilor, inclusiv împotriva confederației tribale turcice Polovtsi sau contra Hoardei de Aur)
| # | Film                                                              | Data | Regizor            | Țara | Sursa lucrării | Autor     | Data | Tip    |
| - | ----------------------------------------------------------------- | ---- | ------------------ | ---- | -------------- | --------- | ---- | ------ |
| 1 | Ilia Muromeț Илья Муромец                                         | 1956 | Aleksandr Ptushko  | URSS | ciclul Bogatîr | poet epic | ?    | Bîlina |
| 2 | Ilia Muromeț i Solovei Razboinik Илья Муромец и Соловей-Разбойник | 2007 | Vladimir Toropchin | URSS | ciclul Bogatîr | poet epic | ?    | Bîlina |

## Lilliput–Blefuscu War
1699–1702
| # | Film                                                | Data | Regizor        | Țara   | Sursa lucrării | Autor          | Data      | Tip   |
| - | --------------------------------------------------- | ---- | -------------- | ------ | --- | -------------- | --------- | ----- |
| 1 | Le Voyage de Gulliver à Lilliput et chez les géants | 1902 | Georges Méliès | Franța | Travels into Several Remote Nations of the World, in Four Parts. By Lemuel Gulliver, First a Surgeon, and then a Captain of several Ships | Jonathan Swift | 1726/1735 | Roman |
| 2 | Gulliver's Travels                                  | 1939 | Dave Fleischer | SUA    | Gulliver's Travels | Jonathan Swift | 1726/1735 | Roman |

### Dwarf–Giant War
| # | Film                                                                  | Data | Regizor | Țara   | Sursa lucrării     | Autor          | Data      | Tip   |
| - | --------------------------------------------------------------------- | ---- | ------- | ------ | ------------------ | -------------- | --------- | ----- |
| 1 | Le royaume nain de Lilliput contre Gigas le long, prince des géants ♠ | 1914 | ?       | Franța | Gulliver's Travels | Jonathan Swift | 1726/1735 | Roman |

- ♠ According to the film's title,[4] the French discovered a conflict between the tiny Lilliputians and giant Brobdingnagians which Swift neglected to mention in his account.

### Great Lilliputian Proletarian Revolution
| # | Film                           | Data | Regizor          | Țara | Sursa lucrării           | Autor          | Data      | Tip   |
| - | ------------------------------ | ---- | ---------------- | ---- | ------------------------ | -------------- | --------- | ----- |
| 1 | Noul Gulliver ♠ Новый Гулливер | 1935 | Aleksandr Ptușko | URSS | Călătoriile lui Gulliver | Jonathan Swift | 1726/1735 | Roman |

- ♠ The Soviets expose the true nature of exploitation and class struggle in capitalistic Lilliputian society.[5]

## Wars ofNonestica
(The Land of Oz and neighbouring countries)

### Roly-Rogue War
c. 1905
| # | Film                  | Data | Regizor              | Țara | Sursa lucrării     | Autor         | Data      | Tip   |
| - | --------------------- | ---- | -------------------- | ---- | ------------------ | ------------- | --------- | ----- |
| 1 | The Magic Cloak of Oz | 1914 | J. Farrell MacDonald | SUA  | Queen Zixi of Ix ♠ | L. Frank Baum | 1904–1905 | Roman |

- ♠ The Kingdoms of Ix and Noland ally against the Roly-Rogues.

### Scarecrow's Rebellion
c. 1914
| # | Film                               | Data | Regizor              | Țara | Sursa lucrării             | Autor         | Data | Tip   |
| - | ---------------------------------- | ---- | -------------------- | ---- | -------------------------- | ------------- | ---- | ----- |
| 1 | His Majesty, the Scarecrow of Oz ♠ | 1914 | J. Farrell MacDonald | SUA  | The Scarecrow of Oz        | L. Frank Baum | 1915 | Roman |
| 1 |                                    |      |                      |      | The Wonderful Wizard of Oz | L. Frank Baum | 1900 | Roman |

- ♠ The rebellion leads to the overthrow of King Krewl, dictator of Oz.

## Wars ofMagic Land
(Not to be confused with the Land of Oz, in spite of having a Wizard residing in an Emerald City)

### Wooden Soldier Rebellion
c. 1939
| # | Film                                                               | Data | Regizor                      | Țara | Sursa lucrării                                                        | Autor                      | Data      | Tip   |
| - | ------------------------------------------------------------------ | ---- | ---------------------------- | ---- | --------------------------------------------------------------------- | -------------------------- | --------- | ----- |
| 1 | The Wizard of the City of Emeralds Volshebnik izumrudnogo goroda * | 1974 | Valentin Popov & L. Smironov | USSR | Urfin Jus and his Wooden Soldiers Урфин Джюс и его деревянные солдаты | Aleksandr Volkov           | 1963      | Roman |
| 1 |                                                                    |      |                              |      | The Wizard of the Emerald City Волшебник Изумрудного города           | Aleksandr Volkov           | 1939/1959 | Roman |
| 1 |                                                                    |      |                              |      | The Seven Underground Kings Семь подземных королей                    | Aleksandr Volkov           | 1964      | Roman |
| 1 |                                                                    |      |                              |      | The Wonderful Wizard of Oz (uncredited)                               | L. Frank Baum (uncredited) | 1900      | Roman |

- * TV series.

## Wars ofNarnia
c. 1940–1949 (Narnian Year 1000–2555)
| # | Film                                   | Data | Regizor        | Țara | Sursa lucrării                         | Autor      | Data | Tip   |
| - | -------------------------------------- | ---- | -------------- | ---- | -------------------------------------- | ---------- | ---- | ----- |
| 1 | The Lion, the Witch & the Wardrobe *   | 1979 | Bill Melendez  | SUA  | The Lion, the Witch and the Wardrobe ♠ | C.S. Lewis | 1950 | Roman |
| 2 | The Lion, the Witch & the Wardrobe *   | 1988 | Marilyn Fox    | UK   | The Lion, the Witch and the Wardrobe ♠ | C.S. Lewis | 1950 | Roman |
| 3 | The Lion, the Witch & the Wardrobe]] * | 2005 | Andrew Adamson | UK   | The Lion, the Witch and the Wardrobe ♠ | C.S. Lewis | 1950 | Roman |

- ♠ Lewis chronicles the beginnings of modern Narnian history, and the arrival of the four Kings and Queens.
- * TV movie.

### Bătălia de laAslan's How
Narnian Year c. 2300
| # | Film             | Data | Regizor        | Țara | Sursa lucrării                       | Autor      | Data | Tip   |
| - | ---------------- | ---- | -------------- | ---- | ------------------------------------ | ---------- | ---- | ----- |
| 1 | Prince Caspian * | 1989 | Alex Kirby     | UK   | Prince Caspian: The Return to Narnia | C.S. Lewis | 1951 | Roman |
| 2 | Prince Caspian * | 2008 | Andrew Adamson | UK   | Prince Caspian ♠                     | C.S. Lewis | 1951 | Roman |

- * TV movie.

### Bulletin ... upcoming film:The Chronicles of Narnia: The Voyage of the Dawn TreaderbyMichael Apted
| # | Film                             | Data | Regizor       | Țara | Sursa lucrării                 | Autor      | Data | Tip   |
| - | -------------------------------- | ---- | ------------- | ---- | ------------------------------ | ---------- | ---- | ----- |
| 1 | The Voyage of the Dawn Treader * | 1989 | Michael Apted | UK   | The Voyage of the Dawn Treader | C.S. Lewis | 1952 | Roman |

## Rebellion ofManor Farm
1940s
| # | Film        | Data | Regizor                    | Țara | Sursa lucrării   | Autor             | Data | Tip   |
| - | ----------- | ---- | -------------------------- | ---- | ---------------- | ----------------- | ---- | ----- |
| 1 | Animal Farm | 1954 | John Halas & Joy Batchelor | UK   | Ferma animalelor | "George Orwell" ♠ | 1945 | Roman |

- ♠ Orwell may have been inspired by the 1924 farm revolt novel, Bunt,[8] the final work by Polish Nobel Laureate Władysław Reymont.[9]

### Collapse of Animal Government
1999

The experimental government by the "more equal" animals ended at the same time as the Bolshevik experiment in the Soviet Union.
| # | Film          | Data | Regizor           | Țara | Sursa lucrării   | Autor           | Data | Tip   |
| - | ------------- | ---- | ----------------- | ---- | ---------------- | --------------- | ---- | ----- |
| 1 | Animal Farm ♠ | 1999 | Joseph Stephenson | SUA  | Ferma animalelor | "George Orwell" | 1945 | Roman |

- ♠ The 1999 film "improves" Orwell by adding the happy ending that people [who?] demanded for half a century.

## 1984
| An   | Țara         | Nume                 | Regizor          | Actori                                                                                            | Note / Ref.                                                                                                   |
| ---- | ------------ | -------------------- | ---------------- | ------------------------------------------------------------------------------------------------- | --- |
| 1956 | Regatul Unit | 1984 (film din 1956) | Michael Anderson | Edmond O'Brien, Jan Sterling, Michael Redgrave, Donald Pleasence                                  | Ecranizare a romanului O mie nouă sute optzeci și patru, creat în 1948 (și tipărit în 1949), de George Orwell |
| 1984 | Regatul Unit | 1984 (film din 1984) | Michael Radford  | Richard Burton, John Hurt, Suzana Hamilton, Cyril Cusack, Gregor Fisher, Bob Flag, Corinna Seddon | Ecranizare a romanului O mie nouă sute optzeci și patru de George Orwell                                      |

## Efrafan War
(War of the rabbits of Watership Down with Efrafa)

1970s
| # | Film           | Data | Regizor      | Țara | Sursa lucrării | Autor         | Data | Tip   | TV             | Date      | Country     |
| - | -------------- | ---- | ------------ | ---- | -------------- | ------------- | ---- | ----- | -------------- | --------- | ----------- |
| 1 | Watership Down | 1978 | Martin Rosen | UK   | Watership Down | Richard Adams | 1972 | Roman | Watership Down | 1999–2001 | Canada & UK |

## Second Rebellion ofVoldemort
1990s

### Prewar
| # | Film                                     | Data | Regizor        | Țara     | Sursa lucrării                           | Autor        | Data | Tip   |
| - | ---------------------------------------- | ---- | -------------- | -------- | ---------------------------------------- | ------------ | ---- | ----- |
| 1 | Harry Potter and the Philosopher's Stone | 2001 | Chris Columbus | UK & SUA | Harry Potter and the Philosopher's Stone | J.K. Rowling | 1997 | Roman |

### Phoney War

#### Basilisk Incident
| # | Film                                    | Data | Regizor        | Țara     | Sursa lucrării                          | Autor        | Data | Tip   |
| - | --------------------------------------- | ---- | -------------- | -------- | --------------------------------------- | ------------ | ---- | ----- |
| 1 | Harry Potter and the Chamber of Secrets | 2002 | Chris Columbus | UK & SUA | Harry Potter and the Chamber of Secrets | J.K. Rowling | 1998 | Roman |

#### Dementor Mutiny
| # | Film                                     | Data | Regizor        | Țara     | Sursa lucrării                           | Autor        | Data | Tip   |
| - | ---------------------------------------- | ---- | -------------- | -------- | ---------------------------------------- | ------------ | ---- | ----- |
| 1 | Harry Potter and the Prisoner of Azkaban | 2004 | Alfonso Cuarón | UK & SUA | Harry Potter and the Prisoner of Azkaban | J.K. Rowling | 1999 | Roman |

#### Skirmish at the Graveyard
| # | Film | Data | Regizor | Țara | Sursa lucrării | Autor | Data | Tip |
| - | ---- | ---- | ------- | ---- | -------------- | ----- | ---- | --- |

### Bătălia de la the Ministry of Magic
| # | Film | Data | Regizor | Țara | Sursa lucrării | Autor | Data | Tip |
| - | ---- | ---- | ------- | ---- | -------------- | ----- | ---- | --- |

### Skirmish on Astronomy Tower
| # | Film | Data | Regizor | Țara | Sursa lucrării | Autor | Data | Tip |
| - | ---- | ---- | ------- | ---- | -------------- | ----- | ---- | --- |

### Skirmish at Malfoy Manor

#### Bulletin ... film currently in production:Harry Potter and the Deathly Hallows – Part 1andPart 2byDavid Yates
| # | Film                                          | Data | Regizor     | Țara     | Sursa lucrării                       | Autor        | Data | Tip   |
| - | --------------------------------------------- | ---- | ----------- | -------- | ------------------------------------ | ------------ | ---- | ----- |
| 1 | Harry Potter and the Deathly Hallows – Part 1 | 2010 | David Yates | UK & SUA | Harry Potter and the Deathly Hallows | J.K. Rowling | 2007 | Roman |

### Bătălia de la Hogwarts
2 mai 1998
| # | Film                                          | Data | Regizor     | Țara     | Sursa lucrării                       | Autor        | Data | Tip   |
| - | --------------------------------------------- | ---- | ----------- | -------- | ------------------------------------ | ------------ | ---- | ----- |
| 1 | Harry Potter and the Deathly Hallows – Part 2 | 2011 | David Yates | UK & SUA | Harry Potter and the Deathly Hallows | J.K. Rowling | 2007 | Roman |